# Conte di Savoia
El Conte di Savoia (Conde de Saboya en italiano), fue un transatlántico italiano construido en 1932 en los astilleros Cantieri Riuniti dell'Adriatico (Trieste).
Esta nave fue ordenada para la línea naviera Lloyd Sabaudo. Sin embargo, la fusión con la empresa Navigazione Generale Italiana, vio completado este buque para la recién formada Flotte Riunite. La nueva línea italiana también controlaba el Rex, un barco similar (aunque ligeramente más grande) terminado apenas dos meses antes. El Conte di Savoia contaba con una decoración y apariencia más modernas que el Rex, y se consideró que era un buque excepcionalmente bello.[cita requerida] Fue el primer transatlántico en ser equipado con estabilizadores giroscópicos.

## Historia
En noviembre de 1932 hizo su primer viaje a Nueva York. El viaje casi terminó en desastre cuando una válvula de salida atascada cedió y dejó un gran agujero por debajo de la línea de flotación. El buque completó su viaje inaugural gracias a un miembro de la tripulación, Gennaro Amatruda, que pudo taponar el escape en la válvula rota salvando el buque de un posible desastre. El Conte di Savoia nunca consiguió la Banda Azul por la travesía más rápida del Océano Atlántico, aunque en uno de los intentos promedió sólo 0,2 nudos (0,4 km/h) más lento que el SS Rex, en aquel entonces poseedor del trofeo. 
El Conte di Savoia tenía una característica inusual en su diseño para tratar de aumentar el número de pasajeros. Contaba con tres giroscopios en la parte baja en una bodega de proa. Estos giraban a altas revoluciones y fueron diseñados para eliminar el balanceo del barco, un problema persistente en las travesías del Atlántico Norte que afectaba a todas las líneas de transporte marítimo. En la práctica, redujeron el balanceo al frenar el periodo de balance, sin embargo, también provocó que el buque permaneciera de forma molesta en los límites extremos del balanceo cuando el buque se encontraba en dicha situación. Por razones obvias de seguridad, el sistema fue rápidamente abandonado en los cruces hacia el este donde los vientos y corrientes predominantes producían olas a favor de la dirección del barco, aunque todavía se empleaba en los cruces hacia el oeste. Por supuesto, nada de esto afectaba a la publicidad de la naviera, y los beneficios de un "cruce sin problemas" fueron muy promocionados durante la vida útil del buque. 
Durante su servicio como barco de transporte de tropas en la Segunda Guerra Mundial, el Conte di Savoia fue incendiado y hundido por las fuerzas alemanas en retirada, el 11 de septiembre de 1943. Fue reflotado en 1945, pero finalmente fue desguazado.

## Galería

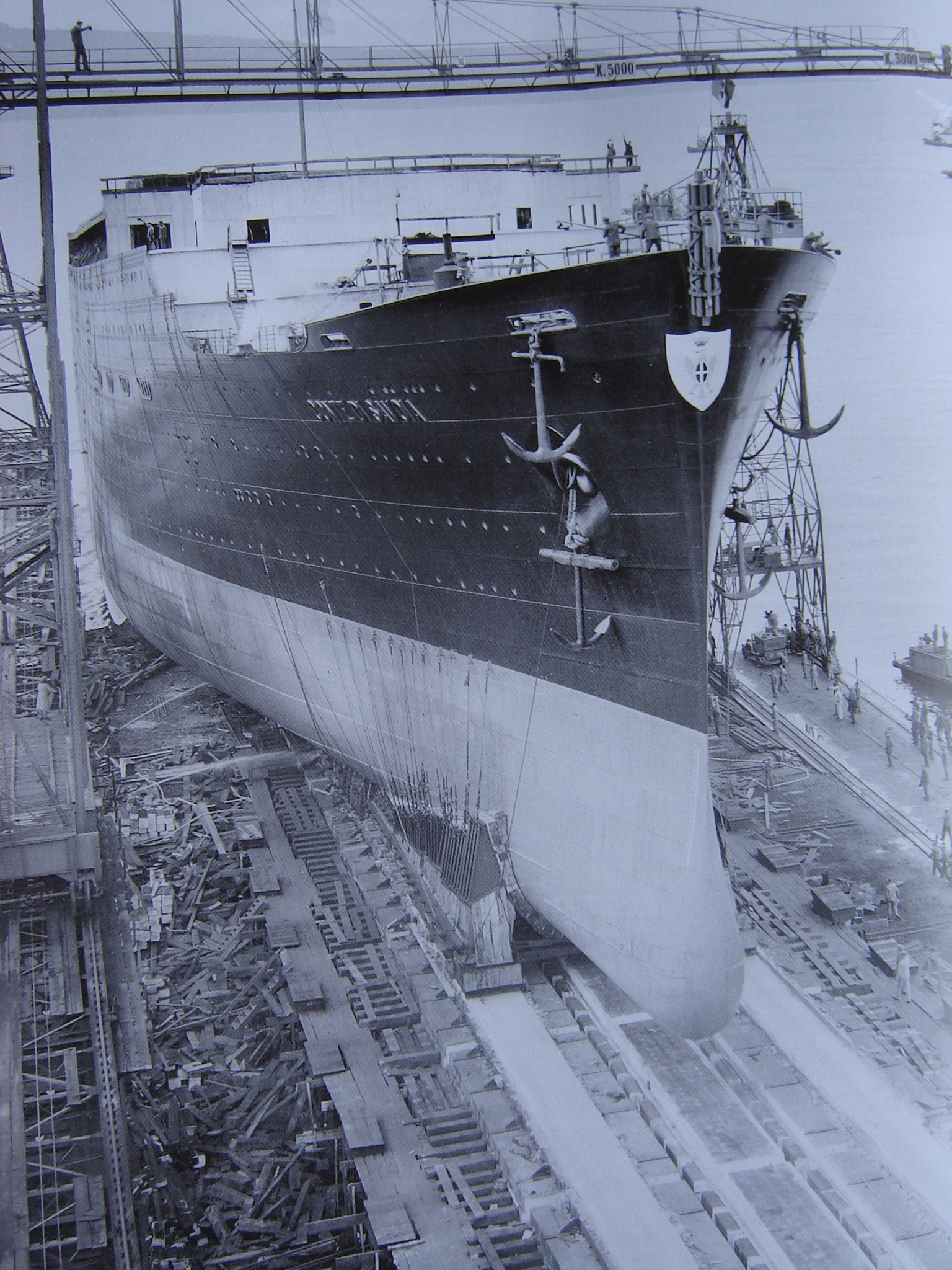
El Conte di Savoia antes de su botadura.
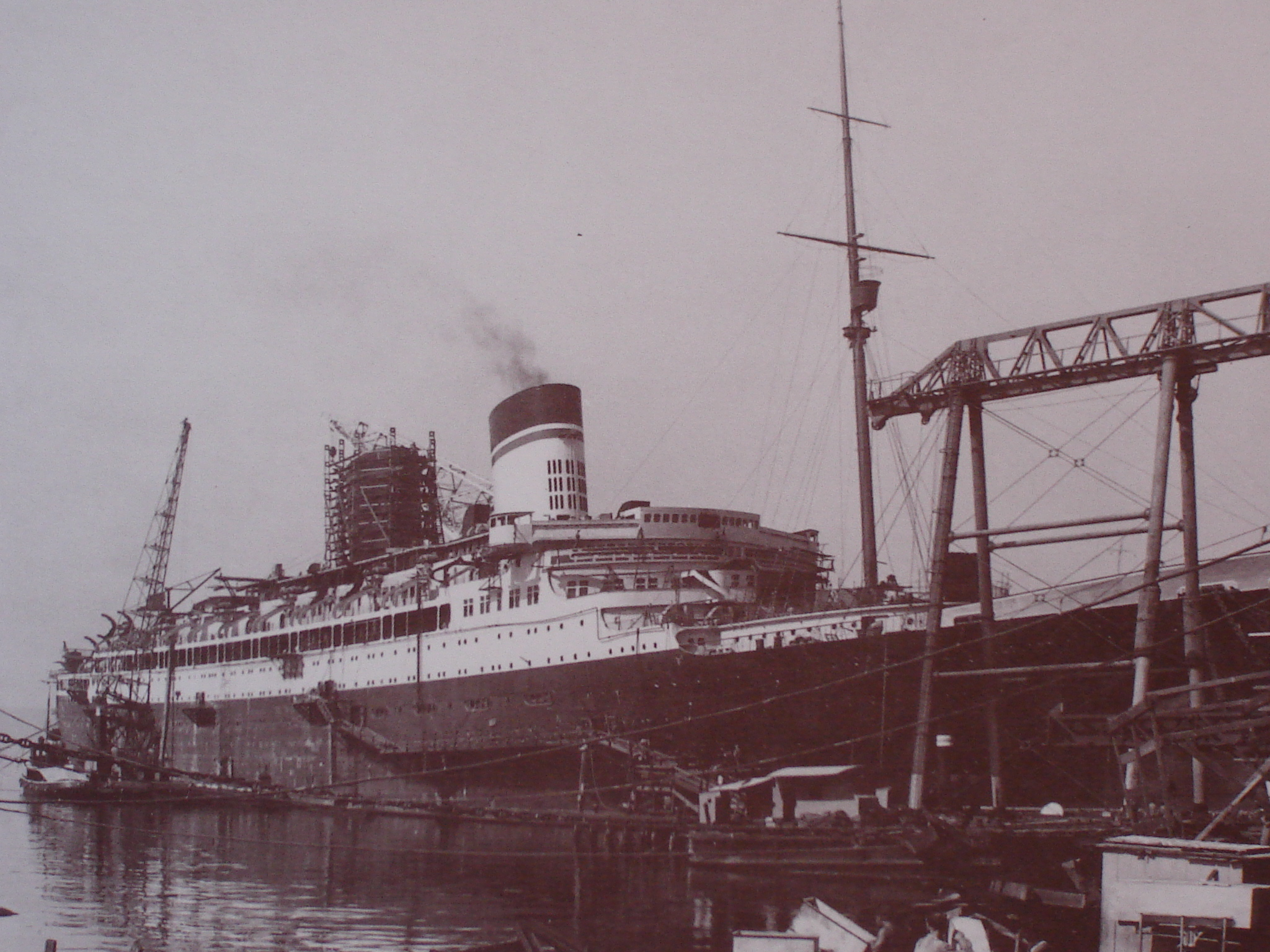
El Conte di Savoia durante su construcción.
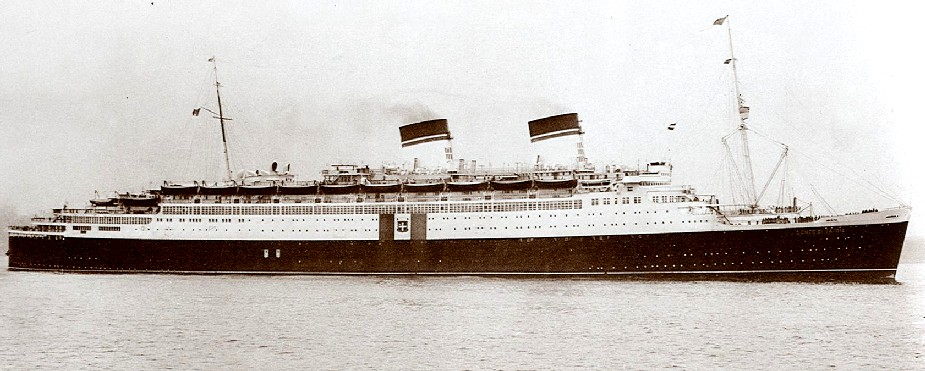
El Conte di Savoia con la bandera italiana indicando su neutralidad al comienzo de la Segunda Guerra Mundial.
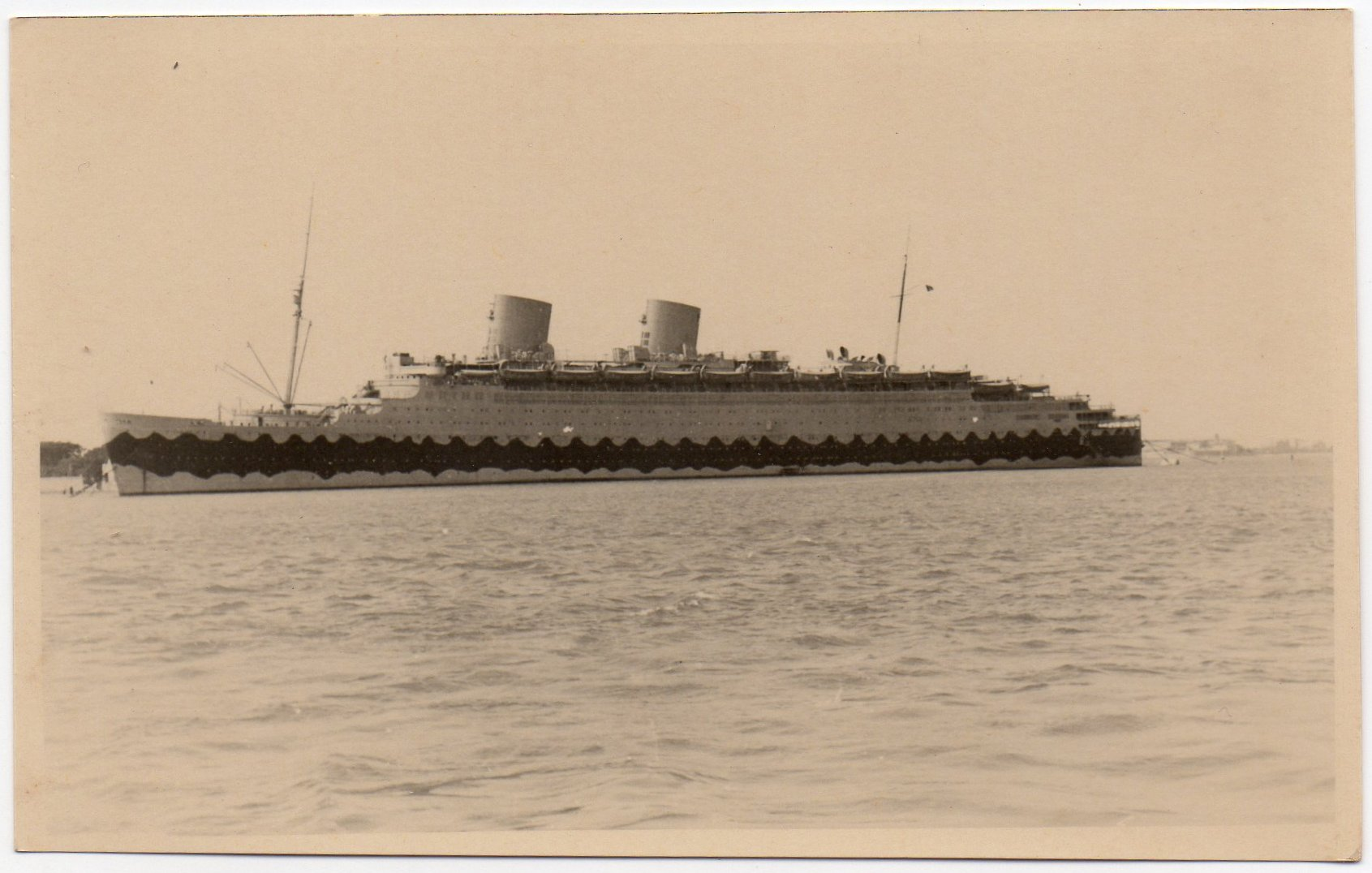
El Conte di Savoia, desarmado en Venecia.
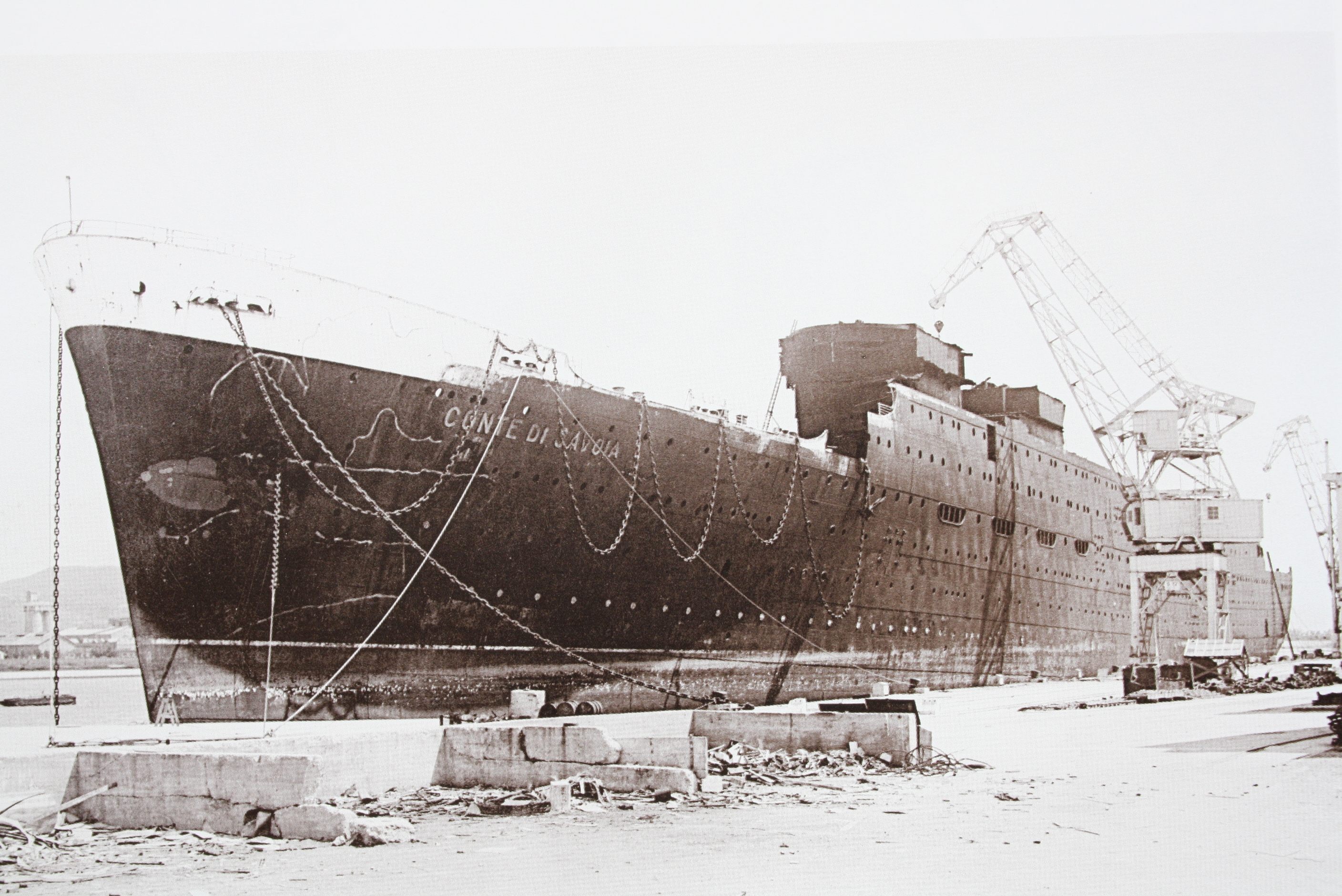
La demolición del Conte di Savoia.